# کنینگتون، ویکتوریا
کنینگتون (به انگلیسی: Kennington) یک منطقهٔ مسکونی در استرالیا است که در ویکتوریا (استرالیا) واقع شده‌است.